# Aeroporti Holding
La Aeroporti Holding è una società a responsabilità limitata d'investimento operante nel settore della gestione degli aeroporti regionali.

## Storia
Il 1º agosto 2003 vince il bando emesso dai comuni e dalle camere di commercio di Firenze e Prato, sulla privatizzazione del 29%, poi salito al 29,9%, della società che gestisce l'Aeroporto Amerigo Vespucci di Firenze.
Nel 2006 vince il bando emesso da enti pubblici, sulla privatizzazione del 5%, poi salito al 7,21%, della società che gestisce l'Aeroporto Guglielmo Marconi di Bologna.
Sempre nel 2006 è salita al 31% di Aeroporto di Firenze S.p.A. (Adf), acquistando la rimanente quota (1,13%) rimasta al comune di Prato dopo il bando del 2003. Avendo superato il 30% di una società quotata in borsa, Aeroporti Holding ha dovuto, secondo regolamento, lanciare un'OPA, andata poi, secondo le previsioni, fallita.
In seguito è salita al 7% nell'Aeroporto Guglielmo Marconi.

## Partecipazioni
- Aeroporto di Firenze S.p.A.: 31%
- Aeroporto Guglielmo Marconi di Bologna S.p.A.: 7%

## Azionariato
- SAGAT S.p.a.: 55,45%;
- IMI Investimenti S.p.a.: 35,31%;
- Italconsult S.p.a.: 9,24%.